# Verbascum fontqueri
Verbascum fontqueri är en flenörtsväxtart som beskrevs av C. Benedí I Gonzàlez, J.M. Montserrat I Martí. Verbascum fontqueri ingår i släktet kungsljus, och familjen flenörtsväxter. Inga underarter finns listade i Catalogue of Life.